# Squalius
Squalius är ett släkte av fiskar som beskrevs av Bonaparte, 1837. Squalius ingår i familjen karpfiskar.

## Dottertaxa tillSqualius, i alfabetisk ordning[1][2]
- Squalius agdamicus
- Squalius albus
- Squalius anatolicus
- Squalius aphipsi
- Squalius aradensis
- Squalius carolitertii
- Squalius castellanus
- Squalius cephalus
- Squalius cii
- Squalius illyricus
- Squalius janae
- Squalius keadicus
- Squalius kottelati
- Squalius laietanus
- Squalius lepidus
- Squalius lucumonis
- Squalius malacitanus
- Squalius microlepis
- Squalius moreoticus
- Squalius orientalis
- Squalius orpheus
- Squalius pamvoticus
- Squalius peloponensis
- Squalius platyceps
- Squalius prespensis
- Squalius pyrenaicus
- Squalius spurius
- Squalius squaliusculus
- Squalius squalus
- Squalius svallize
- Squalius tenellus
- Squalius torgalensis
- Squalius turcicus
- Squalius ulanus
- Squalius valentinus
- Squalius vardarensis
- Squalius zrmanjae